# Massacre de Shell House
Le massacre de Shell House est une fusillade survenue en 1994 à Shell House, le siège du Congrès national africain (ANC), situé au centre de Johannesbourg, en Afrique du Sud, avant les élections de 1994.

## Déroulements des événements
Shell House (à ne pas confondre avec Luthuli House, où l’ANC a déménagé plus tard), situé au 51 Plein Street à Johannesbourg, était le siège de l’ANC jusqu’en 1997 après que l’organisation a été autorisée. Le 28 mars 1994, environ 20 000 partisans du Parti de la liberté Inkatha (IFP) ont défilé devant Shell House pour protester contre les élections de 1994 que l’IFP avait l’intention de boycotter.
Les militants de l’ANC ont ouvert le feu, tuant 19 personnes. À l’époque, les gardiens ont affirmé que les partisans de l’IFP voulaient prendre d’assaut le bâtiment ou qu’une information avait été reçue à ce sujet. La Commission d’enquête Nugent qui a travaillé sur ces incidents a rejeté cette explication. La commission a conclu que la fusillade des gardes de l’ANC était injustifiée. L’incident reflétait les tensions croissantes entre l’ANC et l’IFP, qui avaient commencé dans les années 1980 au KwaZulu-Natal et s’étaient ensuite propagées à d’autres provinces dans les années 1990. L’IFP a affirmé que l’ANC avait l’intention de saper les autorités traditionnelles et le pouvoir des chefs zoulous ; l’ANC y a vu une lutte de pouvoirs alors que la fin de l’apartheid était proche.
L’incident a déclenché l’état d’urgence dans onze districts du Rand Est, ainsi que dans l’ensemble de la province du KwaZulu et du Natal,.
En juin 1995, l’ANC, puis le président Nelson Mandela, affirmaient avoir donné l’ordre de défendre Shell House, même s’il fallait tuer des gens. En 1995, Willem Ratte a déposé une plainte pour meurtre contre le président Nelson Mandela au poste de police de Pretoria pour le massacre de Shell House.
La Commission de vérité et réconciliation a accordé une amnistie à onze personnes concernant ce massacre.